# Portret Tommasa Inghiramiego
Portret Tommasa Inghiramiego – obraz namalowany przez Rafaela w latach 1510–1511 lub 1511–1512. Znajduje się w zbiorach Palazzo Pitti we Florencji.
Na obrazie został uwieczniony wykładowca retoryki Uniwersytetu Rzymskiego i papieski bibliotekarz Tommaso Inghirami zwany Fedrą. W dłoni trzyma pióro, siedzi przy pulpicie, na którym leżą notatnik i książki. Pogrążony w zadumie uczony kieruje wzrok ku niebu, szukając natchnienia i nie zwracając uwagi na widza. Choć Rafael cenił Inghiramiego, zdecydował się nie idealizować wyglądu modela. Na obrazie można dostrzec fizyczne ułomności i niedoskonałości urody uczonego.
W Isabella Steward Gardner Museum w Bostonie znajduje się inna wersja portretu. Kopię namalował prawdopodobnie Gianfrancesco Penni, uczeń Rafaela.